# ボスニア・ヘルツェゴビナ関係記事の一覧
ボスニア・ヘルツェゴビナ関係記事の一覧（ボスニア・ヘルツェゴビナかんけいきじのいちらん）では、ボスニア・ヘルツェゴビナに関係する記事の一覧を50音順にまとめた。

## 英数字・記号
- 1984年サラエボオリンピック
- .ba - 国別コードトップレベルドメイン

## あ行
- オーストリア＝ハンガリー帝国
- オスマン帝国

## か行
- クロアチア人

## さ行
- サッカーボスニア・ヘルツェゴビナ代表
- サラエヴォ
- サラエヴォ市電
- ジェノサイド
- スルプスカ共和国
- スレイマン・ティヒッチ
- セルビア人

## た行
- 兌換マルク

## は行
- バルカン半島
- 東ヨーロッパ
- ボスニア・ヘルツェゴビナにおける地雷汚染（英語版）
- ボスニア・ヘルツェゴビナの政党一覧
- ボスニア・ヘルツェゴビナの大統領評議会
- ボスニア・ヘルツェゴビナ紛争
- ボスニア・ヘルツェゴビナ連邦

## ま行
- 民主行動党
- ムスリム

## や行
- ユーゴスラビア

## ら行
- 連邦